# Смешанная сборная Хорватии по кёрлингу
Смешанная сборная Хорватии по кёрлингу — смешанная национальная сборная команда (составленная из двух мужчин и двух женщин), представляет Хорватию на международных соревнованиях по кёрлингу. Управляющей организацией выступает Ассоциация кёрлинга Хорватии (хорв. Hrvatski curling savez, англ. Croatian Curling Association).

## Результаты выступлений

### Чемпионаты мира
| Год  | М              | И              | В              | П              | Состав (скипы выделены) | Состав (скипы выделены) | Состав (скипы выделены) | Состав (скипы выделены) | Состав (скипы выделены) |
| Год  | М              | И              | В              | П              | Четвёртый               | Третий                  | Второй                  | Первый                  | Тренер                  |
| ---- | -------------- | -------------- | -------------- | -------------- | ----------------------- | ----------------------- | ----------------------- | ----------------------- | ----------------------- |
| 2015 | не участвовали | не участвовали | не участвовали | не участвовали | не участвовали          | не участвовали          | не участвовали          | не участвовали          | не участвовали          |
| 2016 | 30             | 7              | 2              | 5              | Mislav Martinic         | Iva Roso (в/с)          | Hrvoje Tolic            | Antonia Maricevic       |                         |
| 2017 | 29             | 6              | 1              | 5              | Alen Cadez              | Iva Penava (в/с)        | Drazen Cutic            | Anita Sajfar            | Neven Pufnik            |
| 2018 | 35             | 8              | 0              | 8              | Iva Penava              | Ivan Kvesic (в/с)       | Anita Sajfar            | Dino Sporcic            | Neven Pufnik            |
| 2019 | 35             | 7              | 1              | 6              | Alberto Skendrovic      | Zrinka Muhek            | Davor Dzepina           | Marija Simunjak         |                         |
| 2022 | 32             | 7              | 1              | 6              | Alberto Skendrovic      | Zrinka Muhek            | Davor Dzepina           | Marta Muzdalo           |                         |

### Чемпионаты Европы
| Год       | Место          | Игры           | Победы         | Поражения      |
| --------- | -------------- | -------------- | -------------- | -------------- |
| 2005      | 22             | 5              | 0              | 5              |
| 2006      | не участвовали | не участвовали | не участвовали | не участвовали |
| 2007      | 24             | 5              | 0              | 5              |
| 2008—2011 | не участвовали | не участвовали | не участвовали | не участвовали |
| 2012      | 24             | 7              | 0              | 7              |
| 2013—2014 | не участвовали | не участвовали | не участвовали | не участвовали |

(данные отсюда:)